# 1839 en droit
Cet article présente les faits marquants de l'année 1839 en droit.

## Événements
- 29 août : la convention d'Ognate, signée entre le général libéral Baldomero Espartero et les représentants du général carliste Rafael Maroto, met fin dans le nord de l'Espagne à la première Guerre carliste.
- 28 novembre : convention franco-hollandaise mettant à jour le Traité des Accords de Concordia signé le 23 mars 1648 entre Français et Hollandais, définissant le partage et la double gestion de l'île de Saint-Martin aux Antilles.
- En Grande-Bretagne, création de l'Anti-Corn Law League, ligue fondée pour lutter contre les lois sur les grains.
- Aux États-Unis, dans le Mississippi, la loi Married Women's Property Act accorde aux femmes mariées le droit de posséder (mais pas de gérer) une propriété en leur propre nom[1].
- En Angleterre, vote de l'Infant Custody Bill qui autorise les femmes divorcées à demander la garde de leurs enfants[2].
- Inauguration du palais de justice de Lille, construit sur les plans de l'architecte Victor Leplus.
- Fin de la construction du palais de justice de Périgueux, commencé en 1829 sur les plans de l'architecte Louis Catoire.
- Ferdinand Larcier crée à Bruxelles les Éditions Larcier, maison d'édition juridique belge[3].

## Publications
- Anton Bauer, Beiträge zum deutschen Privatfürstenrechte, Göttingen.
- Pierre-Nicolas Berryer, Souvenirs de M. Berryer, doyen des avocats de Paris de 1774 à 1838, Paris, A. Dupont, 2 vol.
- Louis-Hector Chaudru de Raynal, De l'Enseignement du droit dans l'ancienne Université de Bourges, Bourges, Jollet-Souchois, 32 p.[4].
- Joseph Ortolan, Cours de législation pénale comparée, Paris, Joubert, 235 p.
- Charles Auguste Pellat, Traduction du livre XX et du titre VII du livre XIII des Pandectes, suivie d'un commentaire, et précédée d'un exposé historique des principes du gage et de l'hypothèque chez les Romains, Paris, G. Thorel.
- Jean-Baptiste Victor Proudhon, Traité du domaine de propriété, ou de la Distinction des biens considérés principalement par rapport au domaine privé, Dijon, Victor Lagier, 3 vol.[5]

## Naissances
- 19 juin : Britton Bath Osler, avocat et procureur canadien († 5 février 1901).
- 15 septembre : Alexis Ballot-Beaupré, magistrat français († 16 mars 1917).
- 6 octobre : Ernest Désiré Glasson, juriste français, professeur de procédure civile et spécialiste d'histoire du droit († 6 janvier 1907).

## Décès
- 23 février : Jean-Baptiste-Nicolas Parquin, avocat français (° 5 décembre 1785).
- 2 décembre : Urbain Loiseau, jurisconsulte français (° 1801).